# Marienburg (zespół muzyczny)

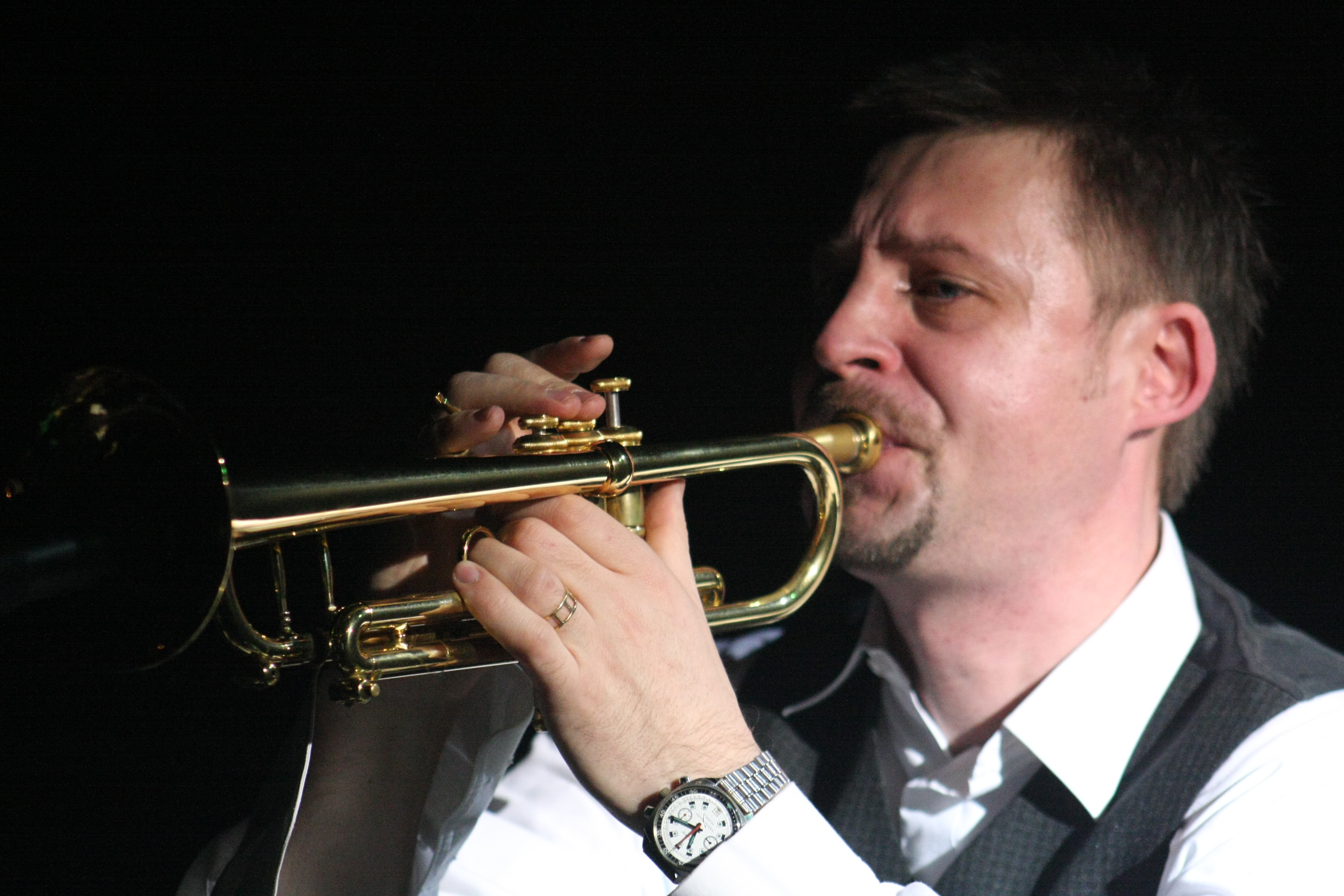
Janusz Zdunek w czasie koncertu zespołu Marienburg w czasie Zacieraliów 9 stycznia 2010

Marienburg, także: Janusz Zdunek + Marienburg – projekt muzyczny, założony w 2004 roku w Malborku przez Janusza Zdunka, Irka Kaczmara oraz Rafała Bacę. Muzyka zespołu to połączenie jazzu z elementami elektroniki, muzyki filmowej i rocka.

## Dyskografia
Zespół wydał trzy oficjalne płyty:
- Pop dom (2007, Okno Records)
- Miasto nic (2008, Okno Records)
- Jedzie (2012, Okno Records & Innova Concerts)

## Skład zespołu
- Janusz Zdunek (trąbka, instr. klawiszowe)
- Ireneusz Kaczmar (bas)
- Rafał Baca (perkusja)